# Рябокляч, Андрей Карпович
Андрей Карпович Рябокляч (6 октября 1923, село Певцы, теперь Кагарлыкского района Киевской области — 19 июня 1982, город Киев) — украинский советский деятель, журналист, ответственный редактор газеты «Радянська Україна». Депутат Верховного Совета УССР 7-8-го созывов. Кандидат в члены ЦК КПУ в 1966—1971 г. Член ЦК КПУ в 1971—1976 г. Кандидат исторических наук, доцент.

## Биография
Родился в крестьянской семье.
С 1942 года работал литературным работником радиовещания города Кизел Молотовской области РСФСР. В 1942—1943 годах — литературный сотрудник газеты «Уральская кочегарка». В 1943—1945 годах — корреспондент редакции «Последние известия» Всесоюзного радиокомитета в городе Москве.
Член ВКП(б) с 1945 года.
В 1945—1947 годах — литературный сотрудник, а в 1949—1952 годах — заместитель заведующего отделом пропаганды редакции газеты «Советская Украина» в городе Киеве.
В 1948 году окончил Республиканскую партийную школу при ЦК КП(б)У. В 1951 году заочно окончил Высшую партийную школу при ЦК ВКП(б).
С 1952 года — собственный корреспондент газеты «Правда» по Украинской ССР. В 1955 году защитил кандидатскую диссертацию «Партийность — основополагающий принцип коммунистической прессы».
В 1956—1958 годах — доцент кафедры теории и практики советской прессы Киевского государственного университета имени Тараса Шевченко.
В 1958—1963 годах — ответственный редактор киевской областной газеты «Київська правда». Возглавлял также редакции газет «Радянська освіта», «Київська зоря». В январе — мае 1965 года — ответственный редактор газеты «Вечірній Київ».
В 1965—1975 годах — ответственный редактор газеты ЦК КПУ «Радянська Україна». Работал секретарем Союза журналистов Украинской ССР.
С 1975 года — доцент кафедры журналистики, языка и литературы Высшей партийной школы при ЦК КПУ.

## Награды
- три ордена Трудового Красного Знамени
- Почётная грамота Президиума Верховного Совета Украинской ССР (5.10.1973)
- медали